# العلاقات الألبانية المولدوفية
العلاقات الألبانية المولدوفية هي العلاقات الثنائية التي تجمع بين ألبانيا ومولدوفا.

## مقارنة بين البلدين
هذه مقارنة عامة ومرجعية للدولتين:
| وجه المقارنة                                              | ألبانيا                                                    | مولدوفا                           |
| --------------------------------------------------------- | ---------------------------------------------------------- | --------------------------------- |
| المساحة (كم2)                                             | 28.75 ألف                                                  | 33.85 ألف                         |
| عدد السكان (نسمة)                                         | 3.02 مليون                                                 | 2.55 مليون                        |
| الكثافة السكانية (ن./كم²)                                 | 105.04                                                     | 75.33                             |
| العاصمة                                                   | تيرانا                                                     | كيشيناو                           |
| اللغة الرسمية                                             | اللغة الألبانية                                            | اللغة المولدوفية، اللغة الرومانية |
| العملة                                                    | ليك ألباني                                                 | ليو مولدوفي                       |
| الناتج المحلي الإجمالي (بليون دولار)                      | 13.04 مليار                                                | 8.13 مليار                        |
| الناتج المحلي الإجمالي (تعادل القوة الشرائية) بليون دولار | 33.17 مليار                                                | 17.94 مليار                       |
| الناتج المحلي الإجمالي الاسمي للفرد دولار أمريكي          | 3.94 ألف                                                   | 3.65 ألف                          |
| الناتج المحلي الإجمالي للفرد دولار أمريكي                 | 11.11 ألف                                                  | 4.98 ألف                          |
| مؤشر التنمية البشرية                                      | 0.764                                                      | 0.693                             |
| رمز المكالمات الدولي                                      | +355                                                       | +373                              |
| رمز الإنترنت                                              | .al                                                        | .md                               |
| المنطقة الزمنية                                           | توقيت وسط أوروبا، ت ع م+01:00، ت ع م+02:00، أوروبا/تيرانا ‏ | ت ع م+02:00، ت ع م+03:00          |

## منظمات دولية مشتركة
يشترك البلدان في عضوية مجموعة من المنظمات الدولية، منها:
| علم المنظمة | اسم المنظمة                               | تاريخ انضمام ألبانيا | تاريخ انضمام مولدوفا |
| ----------- | ----------------------------------------- | -------------------- | -------------------- |
|             | منظمة التجارة العالمية                    | ?                    | ?                    |
|             | الأمم المتحدة                             | 14 ديسمبر 1955       | 2 مارس 1992          |
|             | الاتحاد الدولي للاتصالات                  | 2 يونيو 1922         | 20 أكتوبر 1992       |
|             | مجلس أوروبا                               | ?                    | ?                    |
|             | منظمة التعاون الاقتصادي للبحر الأسود      | ?                    | ?                    |
|             | يونسكو                                    | 16 أكتوبر 1958       | 27 مايو 1992         |
|             | المنظمة الأوروبية لسلامة الملاحة الجوية   | 2002                 | 2000                 |
|             | الاتحاد البريدي العالمي                   | ?                    | ?                    |
|             | مؤسسة التنمية الدولية                     | 15 أكتوبر 1991       | 14 يونيو 1994        |
|             | منظمة حظر الأسلحة الكيميائية              | ?                    | ?                    |
|             | وكالة ضمان الاستثمار متعدد الأطراف        | 15 أكتوبر 1991       | 9 يونيو 1993         |
|             | منظمة الشرطة الجنائية الدولية             | ?                    | ?                    |
|             | مؤسسة التمويل الدولية                     | 15 أكتوبر 1991       | 10 مارس 1995         |
|             | البنك الدولي للإنشاء والتعمير             | 15 أكتوبر 1991       | 12 أغسطس 1992        |
|             | منظمة الأمن والتعاون في أوروبا            | 19 يونيو 1991        | 30 يناير 1992        |
|             | المركز الدولي لتسوية المنازعات الاستشارية | 14 نوفمبر 1991       | 4 يونيو 2011         |

## وصلات خارجية
- موقع وزارة الخارجية الألبانية
- موقع وزارة الخارجية المولدوفية